# Salamás község
Salamás község (románul: Comuna Sărmaș) község Hargita megyében, Romániában. Központja Salamás, beosztott falvai Fundoja, Gyergyóhodos, Kerekfenyő, Runk.

## Népessége
A 2011-es népszámlálás adatai alapján a község népessége 3804 fő volt.